# Glicoproteïna 82
La glicoproteïna 82 (gp82) és una glicoproteïna de superfície de 82 kDa, que s’expressa a la membrana plasmàtica del protozou Trypanosoma cruzi durant la seva etapa de trimastigot metacíclic, que correspon a la fase infectiva per als humans. La gp82 té un paper clau en el procés d’adhesió i invasió de les cèl·lules de l’hoste i està implicada en les fases inicials de la infecció i en el desenvolupament de la malaltia de Chagas.

## Estructura

### Estructura primària
La gp82 està codificada per diverses variants gèniques, de manera que la longitud de la seva estructura primària pot oscil·lar entre 516 i 726 aminoàcids. Malgrat aquesta variabilitat, hi ha determinades zones de la seqüència que estan altament conservades entre poblacions genèticament distants de Trypanosoma cruzi, fet que indica la importància funcional de la proteïna en el procés d’infecció. Entre les regions més rellevants es troben les capses d'àcid aspàrtic, caracteritzades pel motiu SxDxGxTW, i el motiu subterminal VTVxNVFLYNR, els quals permeten classificar la glicoproteïna dins la superfamília de les trans-sialidases (TS). La gp82 s'inclou específicament en el grup II (trans-sialidasa-like), ja que presenta funcions relacionades amb l’adhesió i la invasió cel·lular, però no té activitat enzimàtica.

### Estructura secundària i terciària
La cadena polipeptídica presenta una organització modular amb tres regions diferenciades. L'extrem N-terminal presenta una conformació de propulsor beta: una estructura formada per làmines beta disposades al voltant d'un eix central en forma de toroide. En algunes variants, aquesta regió conté una seqüència hidrofòbica conservada, pròpia de la família de les trans-sialidases, que actua com a pèptid senyal de translocació al reticle endoplasmàtic, on la proteïna és processada i posteriorment enviada a la superfície cel·lular. Tot i això, en ser una regió variable, hi ha algunes isoformes que no inclouen el senyal i es mantenen a l'interior de la cèl·lula.
El nucli central és el que està més conservat entre soques. Aquí es localitza una hèlix alfa que uneix els extrems N-terminal i C-terminal de la proteïna, i on es troben els llocs clau, responsables de la invasió cel·lular. Entre aquests s'identifiquen el pèptid 3, l'epítop reconegut per l'anticòs monoclonal MAb 3F6; les adhesines P4 i P8, implicades en la unió amb els receptors de la cèl·lula hoste; i el lloc P7, relacionat amb la interacció amb mucines gàstriques durant la infecció oral.
L'extrem C-terminal presenta una estructura de sandvitx beta i conté una seqüència senyal per a l'addició d'un residu de glicosilfosfatidilinositol (GPI), necessari per a l'ancoratge de la glicoproteïna a la membrana del paràsit.

## Síntesi de la proteïna
El gen GP82 es transcriu de manera constitutiva, però la seva expressió està regulada a nivell posttranscripcional, de manera que només es produeix en la forma infectiva de tripomastigot metacíclic. En aquesta fase, la regió 3’ UTR de l’mRNA és estabilitzada mitjançant diferents elements reguladors, com ara proteïnes d’unió a l’RNA (RBP), i és transportat cap a la cadena de poliribosomes per a la seva traducció.
La proteïna és inicialment sintetitzada com un precursor de 70 kDa. Al reticle endoplasmàtic, es processa i incorpora l’ancoratge GPI, així com altres sucres lligats a la regió N-terminal. Aquestes modificacions posttraduccionals incrementen el seu pes molecular aparent fins a 82 kDa. Posteriorment, la proteïna madura és transportada a la membrana plasmàtica, on queda exposada a l’exterior cel·lular per dur a terme la seva funció.

## Mecanisme d’acció en la infecció perTrypanosoma cruzi

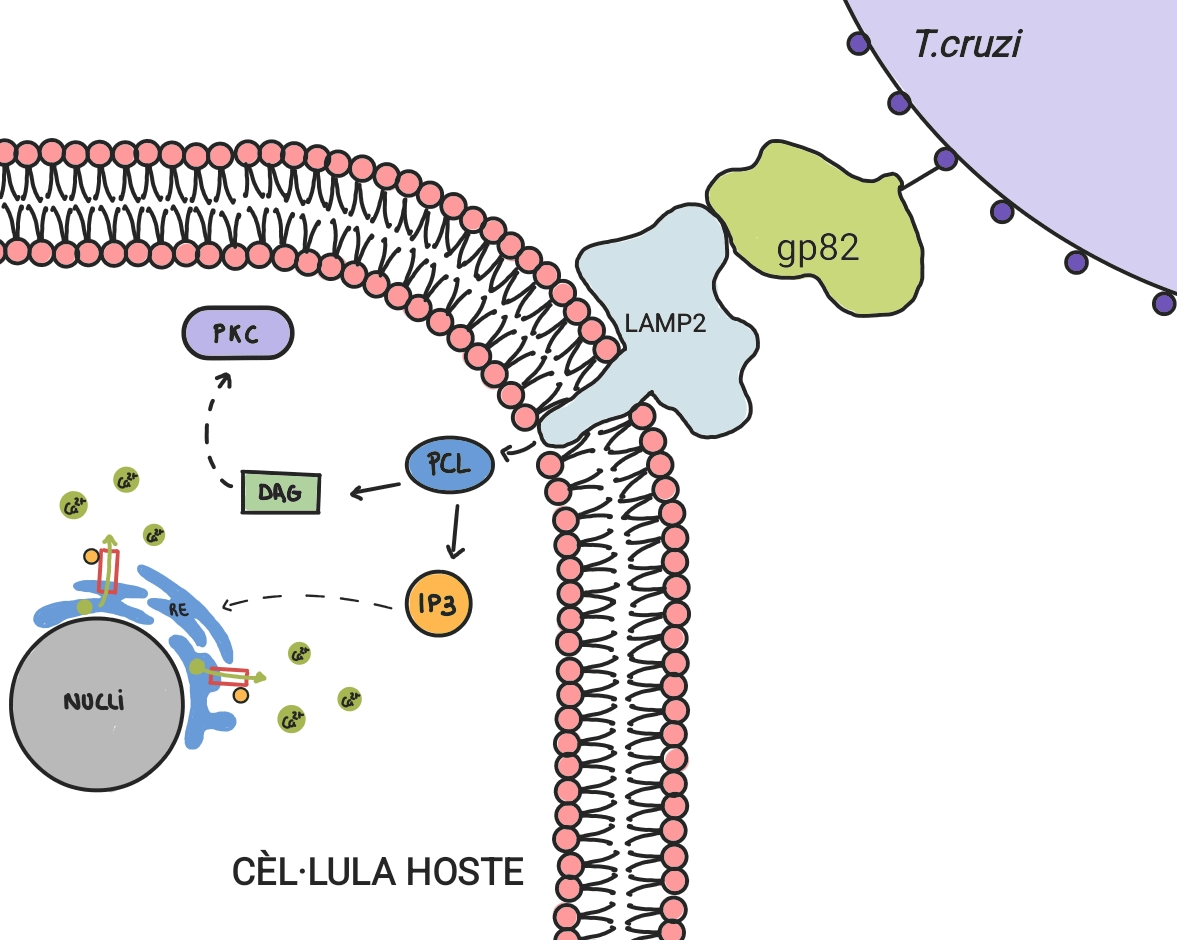
Mecanisme d'infecció de T. cruzi mitjançant gp82

El cicle d'infecció del Trypanosoma cruzi comença en el moment que un triatomínid infectat (vector del paràsit) pica a un ésser humà. Durant la ingesta de sang, aquests insectes defequen per reflex i dipositen els excrements amb la forma infectiva del paràsit, el tripomastigot metacíclic, sobre la pell de l'hoste. Quan l'individu es frega la zona de la picada, pot provocar unes microlesions cutànies o en les mucoses que faciliten l'entrada del paràsit al cos humà.
Un cop a l'interior de l'organisme, T. cruzi inicia el procés d'invasió en dues fases: l'adhesió a la membrana cel·lular —que inclou mecanismes de reconeixement i senyalització— i la posterior internalització del tripomastigot. L'adhesió està mitjançada principalment per la interacció entre la gp82 del paràsit i la proteïna associada a la membrana lisosomal 2 (LAMP2) de la cèl·lula hoste, tot i que també hi participen altres molècules de T. cruzi com mucines i diverses glicoproteïnes. Aquesta unió desencadena una cascada de senyalització intracel·lular que comença amb l'activació de la fosfolipasa C (PLC), que genera inositol trifosfat (IP3) i diacilglicerol (DAG) com a segons missatgers. D'una banda, l'IP3 estimula el receptor d'inositol trifosfat (IP3R), un canal de calci del reticle endoplasmàtic, provocant l'alliberament de Ca2+ al citoplasma. D'altra banda, el DAG, juntament amb l'augment de Ca2+ intracel·lular, activa la proteïna quinasa C (PKC), la qual es transloca a la membrana plasmàtica i indueix una transducció de senyals mitjançant la fosforilació de ERK1/2. L'activació de la via ERK1/2 condueix a la disrupció del citoesquelet cortical i la despolimerització dels filaments d’actina. A més, també està involucrada en l'exocitosi lisosomal. El reclutament i fusió dels lisosomes amb la perifèria cel·lular, contribueix a la biogènesi d'un vacúol parasitòfor que facilita la internalització del tripomastigot metacíclic i afavoreix la seva habilitat per establir la infecció. Un cop dins la cèl·lula, T. cruzi evita la unió de vesícules endocítiques i lisosomes amb el vacúol parasitòfor, bloquejant-ne la maduració i acidificació. Això li permet escapar cap al citoplasma de la cèl·lula, on es diferencia en amastigot i es replica de forma eficient.
Tot i que inicialment es va descriure la fagocitosi com el principal mètode d'entrada utilitzat per T. cruzi, també s'han identificat altres mecanismes alternatius, com l'endocitosi mediada per clatrina, l'endocitosi dependent de caveolina i la macropinocitosi dependent de microdominis lipídics (lipid rafts).

### Vies alternatives d'infecció
Les glicoproteïnes de superfície amb funció adhesiva, com ara gp90, gp82, gp30 o gp35/30, s'expressen de manera diferencial en soques de Trypanosoma cruzi per mantenir la infectivitat in vitro. Aquesta variabilitat determina que puguin activar vies de senyalització després d'unir-se a la cèl·lula diana, permeten, o no, la internalització del paràsit.
En soques deficients en gp82, la glicoproteïna 30 (gp30), específica de tripomastigots metacíclics, pot substituir el funcionament de gp82 in vitro per induir el procés d'invasió cel·lular. D'igual manera que la gp82, la gp30 és reconeguda per l'anticòs monoclonal MAb 3F6 i, quan interacciona amb els receptors de la cèl·lula hoste, també indueix un augment en els nivells de Ca2+ intracel·lular i promou l'exocitosi lisosomal. Aquest procés implica vies de transducció com PI3K, mTOR i PKC.
D'altra banda, les diverses soques de T. cruzi també poden expressar nivells variables d'isoformes de glicoproteïna 90 (gp90), una molècula que actua com a regulador negatiu de la infectivitat del paràsit. A diferència de gp82 i gp30, la unió de gp90 als receptors diana no activa senyals de Ca2+. Això fa que la presència de nivells elevats de gp90 en T. cruzi estigui associada a una reducció en la capacitat del paràsit per poder penetrar les cèl·lules hoste.

### Mecanismes de la infecció per via oral
L'aparició de brots de la malaltia de Chagas amb clínica aguda està estretament relacionada amb la ingesta d'aliments contaminats per Trypanosoma cruzi. El procés d'infecció per via oral està mitjançat per diverses molècules de superfície expressades per tripomastigots metacíclics, entre les quals destaca la gp82.
En condicions de pH àcid com les de l'estómac, la gp82 és capaç de resistir a la degradació peptídica i conservar les propietats necessàries per a adherir-se a les cèl·lules diana. Així doncs, quan arriba al lumen gàstric, la gp82 interacciona amb la mucina gàstrica mitjançant la regió P7 del domini central, s'uneix a l'epiteli mucós i desencadena cascades de senyalització intracel·lular de Ca2+ que desencadenen en la invasió cel·lular del paràsit. Quan hi ha absència de gp82, alguns tripomastigots poden utilitzar la gp30 per unir-se a la capa mucosa i penetrar a les cèl·lules.
El mecanisme d'infecció per via oral també pot estar influenciat per gp90, un regulador negatiu en la internalització del paràsit. Hi ha algunes soques de T. cruzi que expressen alts nivells d'una isoforma de gp90 susceptible a la pepsina. Això els permet que quan entren en contacte amb el suc gàstric, eliminin la gp90 i esdevinguin soques altament invasives.

## Tractament de la malaltia de Chagas en relació amb gp82
El tractament i control de la malaltia de Chagas resulten complexos, atès que el mètode més efectiu per evitar-ne la transmissió consisteix en l'eliminació dels vectors triatomínids. No obstant això, s'han desenvolupat teràpies antitripanosomals per combatre la malaltia en països amb una elevada incidència.
A nivell molecular, estudis han evidenciat que la invasió dels tripomastigots metacíclics de Trypanosoma cruzi es veu disminuïda en cèl·lules tractades amb rapamicina. Això es relaciona amb una disminució en el reconeixement de la glicoproteïna 82, que en unir-se a la cèl·lula, s'encarrega de generar una disrupció en el citoesquelet d'actina i induir l'exocitosi lisosòmica, afavorint la invasió del protozou a la cèl·lula hoste. La disminució de receptors cel·lulars per a gp82 induïda per rapamicina s'ha associat a la funció de polimerització d'actina. Això contribueix a la internalització de vesícules per a controlar la composició de la membrana cel·lular i la relació de la cèl·lula amb l'entorn.